# سی‌اس‌اس (گروه موسیقی)
سی‌اِس‌اِس (به انگلیسی: CSS) گروه راک برزیلی است که سال ۲۰۰۳ شکل گرفت.. خاستگاه آن‌ها شهر سائوپائولو است. سی‌اِس‌اِس به‌عنوان بخشی از حرکت انفجاری سبک جدید نیو رِیو شناخته‌می‌شود. ترانه‌های آن‌ها هم به زبان انگلیسی و هم به زبان پرتغالی هستند. «سی‌اس‌اس» مخفف جملهٔ «Cansei de Ser Sexy» به معنی «من از سکسی بودن خسته شده‌ام» است.

## آلبوم‌ها
| نام آلبوم                                     | سال انتشار |
| ۱. Cansei de Ser Sexy ‎(Brazilian edition)‎     | ۲۰۰۵       |
| ۲. Cansei de Ser Sexy ‎(International edition)‎ | ۲۰۰۶       |
| ۳. Donkey                                     | ۲۰۰۸       |